# William H. Whyte
Pour les articles homonymes, voir Whyte.
William Hollingsworth « Holly » Whyte (1917 - 12 janvier 1999) est un sociologue, urbaniste et journaliste américain.

## Biographie
Whyte est né à West Chester (Pennsylvanie) en 1917 et est mort à New York en 1999. Premier diplômé de « St. Andrew's School » à Middletown dans le Delaware, il est diplômé de l'université de Princeton.
En 1946, il rejoint le magazine Fortune. À la suite d'interviews, commandités par ce magazine, avec des présidents de sociétés telles que General Electric et Ford, Whyte publie en 1956 un best-seller intitulé The Organization Man (L'Homme de l'organisation).
En 1969, Whyte est associé à la New York City Planning Commission pour l'élaboration d'un plan d'urbanisme. Il s'implique alors dans la conception de nouveaux espaces publics, ce qui l'amène à vouloir étudier plus en détail le fonctionnement de cette fréquentation des espaces publics urbains. Il reçoit une bourse pour ce travail, et donne naissance au Street Life Project.
Whyte a également participé à la rénovation du Bryant Park à New York, notamment via le plan de restauration de 1980.

## Apports en sociologie urbaine
En parallèle de son travail à la New York City Planning Commission, Whyte emploie l'observation directe pour décrire le comportement des piétons dans les espaces publics urbains. À partir d'observations empiriques consignées dans des cahiers de terrain, des photographies et des films, Whyte cherche à décrire et mesurer la vie urbaine dans les espaces publics de façon objective et mesurable. L'utilisation de ces nouvelles techniques (films, appareils-photo fixes) est une innovation et opère un véritable changement de regard pour les chercheurs comme pour les professionnels de l'urbanisme (notamment dans la pratique du diagnostic). Ces techniques seront décrites dans l'ouvrage La Vie sociale des petits espaces urbains.
Whyte a servi de mentor à beaucoup, parmi lesquels Jane Jacobs, Paco Underhill qui s'est appliqué à améliorer ses techniques d'observation détaillée des environnements urbains, Dan Biederman (Bryant Park Corporation), les membres du  mouvement des Improvement Buisness Disctict à New York et Fred Kent, créateur de l'association Project for Public Spaces.

### Livres
- City: Rediscovering the Center, Doubleday, New York, 1988.
- The Social Life of Small Urban Spaces: The Conservation Foundation, Washington, 1980.
- « A Guide to Peoplewatching », dans Lisa Taylor (éd.), Urban Open Spaces, Cooper-Hewitt Museum, New York, 1979.
- Plan for the City of New York, 1969.
- The Last Landscape, Doubleday, 1968.
- Cluster Development, American Conservation Foundation, New York, 1964.
- The Exploding Metropolis, Doubleday, New York, 1958.
- The Organization Man, Simon et Schuster, New York:  1956. Trad. fr. L'Homme de l'organisation, Plon, 1959

### Articles
- « The Gifted Pedestrian », dans Ekistics, n° 303, mai-juin 1984.
- « Securing Open Space for Urban America: Conservation Easements », dans Technical Bulletin, n° 36, Urban Land Institute, Washington, septembre 1968.

## Voir également
- Jan Gehl
- Jane Jacobs
- Dan Biederman